# OK-M

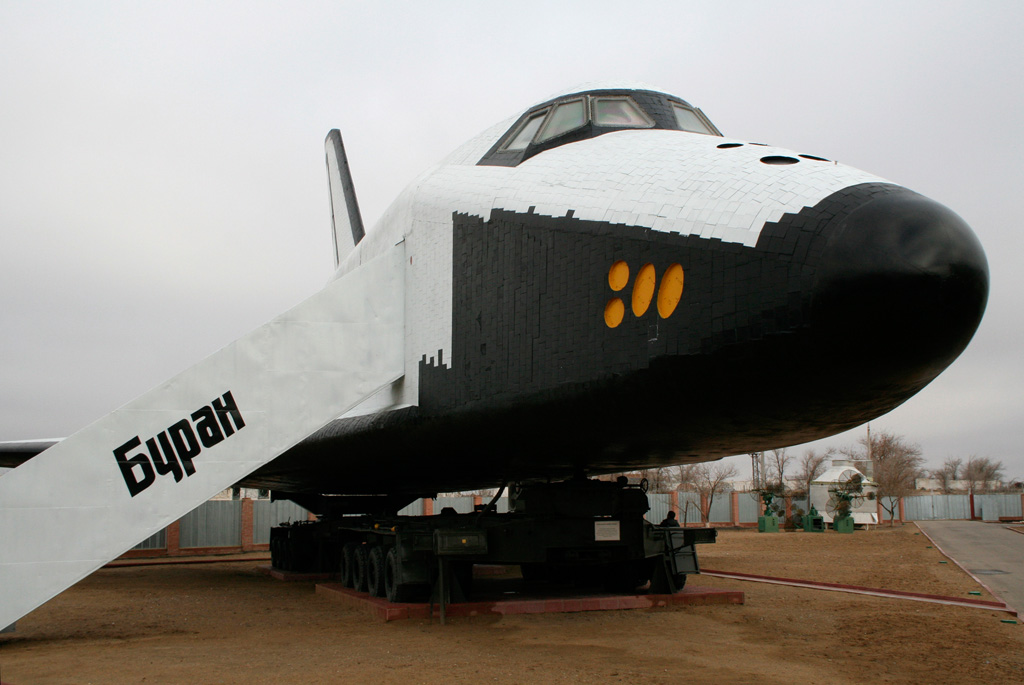
OK-ML-1 w kosmodromie Bajkonur

OK-M (potem OK-ML-1) – radziecki testowy model wahadłowca używanym do testów obciążeń statycznych i pasowania mechanicznego części składowych oraz do ogólnego sprawdzenia koncepcji projektu.
Orbiter po zakończeniu testów na ziemi został przemianowany na OK-ML-1. Planowano, że zostanie umieszczony na rakiecie nośnej Energia, a następnie miał zostać wystrzelony w kosmos i spłonąć w czasie wchodzenia w atmosferę. Jednak z tego planu zrezygnowano. Dzięki temu dziś orbiter znajduje się na kosmodromie Bajkonur.